# Corregiment de Talarn
| \| ← \| 1716 — 1836 \| [[Província de Lleida i Partit Judicial de Tremp\\|→]] \| |              |                                                       |
|                                                                                  |              |                                                       |
| Període històric                                                                 | Edat Moderna |                                                       |
| • Decrets de Nova Planta                                                         | 1716         |                                                       |
| • Creació de les províncies i els partits judicials                              | 1836         |                                                       |
| ←                                                                                | 1716 — 1836  | [[Província de Lleida i Partit Judicial de Tremp\|→]] |

El Corregiment de Talarn és una antiga demarcació administrativa, Corregiment, que formava part de la nova administració política de Catalunya després dels Decrets de Nova Planta. Substituí l'anterior Sotsvegueria de Talarn, i comprenia la major part de les actuals comarques del Pallars Jussà, Pallars Sobirà i Alta Ribagorça. Hi hagué un intent d'afegir-hi la Vall d'Aran, però les gestions del governador d'aquell territori i senyor de Les, Cao de Benós, ho impediren.
El 16 de gener del 1716 apareix el Real Decreto de Nueva Planta de la Real Audiencia del Principado de Cataluña, en el qual es nomenava Talarn cap de corregiment i residència del Corregidor; hi corresponien vuit regidors de nomenament reial.
El primer corregidor, per poc temps, fou l'antic Sotsveguer del Pallars i Conca de Tremp, Francesc Canal i d'Amorós, confirmat inicialment, però fou de forma interina, fins al nomenament, el mateix 1716, de Ignacio de Araujo, que es mantingué en el càrrec fins a darreries d'octubre del 1727. El flamenc Juan Omeagher fou el segon corregidor, i es mantingué en el càrrec fins al 1736. El tercer corregidor va ser Pedro Alberto Desprets, senyor de Bernafoses i coronel d'infanteria, qui va morir a Talarn el 1739.
Aquell any fou nomenat corregidor Pedro Ibáñez Cuevas de Bernabé, capità de cavalleria, baró consort d'Eroles per matrimoni amb la baronessa, Maria de Borrell, de Copons, de Sobirà i de Vilanova, qui havia heretat la baronia del seu pare, el baró Josep de Borrell. El baró d'Eroles fou corregidor fins al 1762, any en què fou nomenat Antonio Laveli (1762-1766); el succeí interinament Antoni de Ferrer, fins al nomenament de Jean Baptiste Luchesne (1767-1775). Després vingué José Antonio Basurto (1775-1779), Francisco Byrás de Molanghien (1788-1792), Antonio González Sarabia, amb un nomenament interí de 1792 a 1795, i Eugenio Duvermeil (1795-1812), coronel d'infanteria. Els darrers anys coincidiren amb l'existència de la Junta de Defensa, per la situació de guerra que es vivia.
Així, doncs, en plena Guerra del Francès, el 1809, es constituïa la Junta del Corregiment de Talarn, el representant de la qual a la Junta de Lleida fou el baró d'Eroles, net del quart corregidor. El 1812 era nomenat corregidor Vicente Bracamonte, de forma interina, que a darreries del mateix any era substituït pel tinent coronel Manuel González. Durant els anys del seu govern es plantejà el trasllat de la seu del corregiment a Tremp, però no es va arribar a dur a terme. El 1817 entrava un nou corregidor: el tinent coronel i cavaller de la Real y Militar Orden de San Ermenegildo, Manuel Guizado. El coronel Juan Antonio de Prat fou el nou corregidor, l'any 1820, però fou nomenat governador del Cuartel General de la Capitanía de Cataluña, i el 1822, per influència del baró d'Eroles era nomenat nou corregidor Josep Camarlot i Macià, tinent coronel d'infanteria, reialista. Amb la Restauració, el 1824, tornava a ser nomenat en el càrrec Juan Antonio de Prat.
Sota la influència de la Constitució de Cadis, els corregiments estaven vivint els seus darrers anys d'existència, però el de Talarn encara tingué quatre corregidors més: Miguel Ochoa (1829-1831), que visqué nous intents de traslladar la capital del corregiment a Tremp, el coronel d'infanteria Josep Gil, nomenat de forma interina (1831-1834), el també coronel d'infanteria Joan Domech (1834-1838) i, finalment, el carlí Gregori Gil, nomenat per la Junta de Berga, però que només fou corregidor sobre el paper: els corregiments havien estat suprimits.
El corregiment fou suprimit, doncs, i quedà substituït per la creació de la província de Lleida i la reorganització dels ajuntaments, així com la creació del Partit Judicial de Talarn, que de seguida fou traslladat a Tremp.